# 少鱗莫鯔
少鱗莫鯔為輻鰭魚綱鯔形目鯔科的其中一種，分布於印度西太平洋區，包括南非、阿曼、印尼等海域，體長可達60公分，棲息在沿岸海域。

## 擴展閱讀
維基物種上的相關：少鱗莫鯔